# Incidente de Gliwice
El incidente de Gliwice (Überfall auf den Sender Gleiwitz en alemán y Prowokacja gliwicka en polaco) fue una operación de bandera falsa contra la estación radiofónica de la entonces ciudad alemana de Gliwice la noche del 31 de agosto de 1939. El ataque fue llevado a cabo por la Alemania nazi para tener un casus belli que justificase la  invasión de Polonia.

## Sucesos
Mucho de lo que se sabe del incidente proviene de la declaración jurada del SS-Sturmbannführer Alfred Naujocks en los Juicios de Núremberg. En su testimonio, dijo que él organizó el incidente siguiendo órdenes de Reinhard Heydrich y de Heinrich Müller, jefe de la Gestapo. La noche del 31 de agosto, un pequeño grupo de operativos alemanes vestidos con uniformes polacos y liderados por Naujocks se apoderó de la estación de radio de Gliwice y emitió un breve mensaje antialemán en polaco. Las fuentes difieren acerca del contenido del mensaje.
La operación fue llamada "Grossmutter Gestorben" (Abuela Murió). La operación tenía como objetivo hacer que el ataque y la transmisión parecieran obra de saboteadores polacos antialemanes. La operación fue planeada y llevada a cabo desde el Palacio de Sławięcice (en alemán Schloss Slawentzitz).
Para que el ataque pareciese más convincente, la Gestapo asesinó a Franciszek Honiok, un ciudadano de la Alta Silesia soltero de 43 años. Era un granjero católico conocido por simpatizar con los polacos. Fue arrestado el día anterior por la Gestapo y fue vestido como un saboteador. Posteriormente, le dejaron inconsciente con una inyección de drogas para matarlo después a tiros. El cadáver de Honiok fue depositado en la escena de modo que pareciese que había sido asesinado mientras se atacaba la estación. Su cuerpo fue luego presentado a la policía como prueba del ataque. Varios prisioneros del campo de concentración de Dachau fueron drogados, asesinados a tiros en el lugar y sus caras fueron desfiguradas para hacer imposible la identificación. Los alemanes se referían a ellos con la palabra en clave "Konserve" (producto enlatado). Algunas fuentes se refieren a la operación de forma incorrecta como Operación Carne Enlatada.
En un testimonio oral en los Juicios de Núremberg, Erwin von Lahousen dijo que su división Abwehr fue una de las dos a las que se les dieron uniformes del ejército polaco, equipamiento y carnés para identificarse; más tarde, Wilhelm Canaris le dijo que habían disfrazado a personas de los campos de concentración con estos uniformes y les habían ordenado atacar las estaciones de radio.
Oskar Schindler, que es conocido por haber salvado a 1,200 judíos durante el Holocausto, tuvo un papel en esto suministrando uniformes polacos y armas usadas en la operación como agente de la Abwehr.

## Contexto

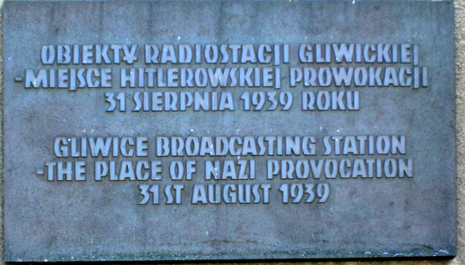
Placa conmemorativa del incidente, definido por el bando polaco como una "provocación"

El 22 de agosto de 1939 Hitler explicó a sus generales:

Proporcionaré un motivo de guerra propagandístico. La credibilidad no tiene importancia. Al vencedor no se le cuestiona la verdad.

El incidente de Gliwice fue parte de una operación mayor llevada a cabo por fuerzas de la Abwehr y las SS. Se llevaron a cabo otros incidentes orquestados a lo largo de la frontera entre Alemania y Polonia al mismo tiempo, como el incendio de una casa en el corredor polaco, y se difundió propaganda espuria. El proyecto fue llamado Operación Himmler y comprendía incidentes creados para dar la apariencia de agresiones polacas contra Alemania. Los periódicos y los políticos alemanes, incluyendo Adolf Hitler, había hecho acusaciones contra las autoridades polacas durante meses antes de la invasión de 1939 acusándolas de organizar o tolerar violentas limpiezas étnicas contra los alemanes que vivían en Polonia.
Adolf Hitler dio un discurso en el Reichstag el 1 de septiembre de 1939 anunciando el ataque a Polonia, que se llevó a cabo a partir de aquel día.
El 1 de septiembre los alemanes lanzaron el Fall Weiss (Caso Blanco), el plan estratégico para la invasión de Polonia, que provocó la Segunda Guerra Mundial en Europa.

## Reacciones
Corresponsales estadounidenses fueron convocados al lugar al día siguiente, pero a ninguna parte neutral se le permitió investigar el incidente en detalle y el público internacional se mostró escéptico ante la versión alemana del incidente.

## En la cultura popular
Der Fall Gleiwitz (1961), dirigida por Gerhard Klein para la Deutsche Film AG, es una película de la República Democrática Alemana que reconstruye los eventos.
Operacja Himmler (1979) es una película polaca que cubre este asunto.
Tanto en la película Die Blechtrommel (1979), dirigida por Volker Schlöndorff, como en la cinta Hitler's SS: Portrait in Evil (1985), dirigida por Jim Goddard, aparece brevemente el incidente.
También es mencionado en el videojuego Codename: Panzers (2004).